# Casa del Capellà (Arnes)
La Casa del Capellà és una obra amb elements gòtics d'Arnes (Terra Alta) inclosa a l'Inventari del Patrimoni Arquitectònic de Catalunya.

## Descripció
Habitatge d'origen medieval, està en un estat lamentable. A nivell de carrer estava més alt abans, veient-se a la façana el nivell. La porta d'entrada ha estat rebaixada encegant la part superior. La façana conserva alguna part de carreu però la majoria és de còdols treballats amb arrebossat; el conjunt de finestres no tenen ordre, essent d'èpoques diferents, amb llindes de fusta